# Dommartin-Dampierre
Dommartin-Dampierre är en kommun i departementet Marne i regionen Grand Est (tidigare regionen Champagne-Ardenne) i nordöstra Frankrike. Kommunen ligger i kantonen Sainte-Menehould som tillhör arrondissementet Sainte-Menehould. År 2022 hade Dommartin-Dampierre 75 invånare.

## Befolkningsutveckling
Antalet invånare i kommunen Dommartin-Dampierre
| Referens: INSEE |